# Jǫtunn

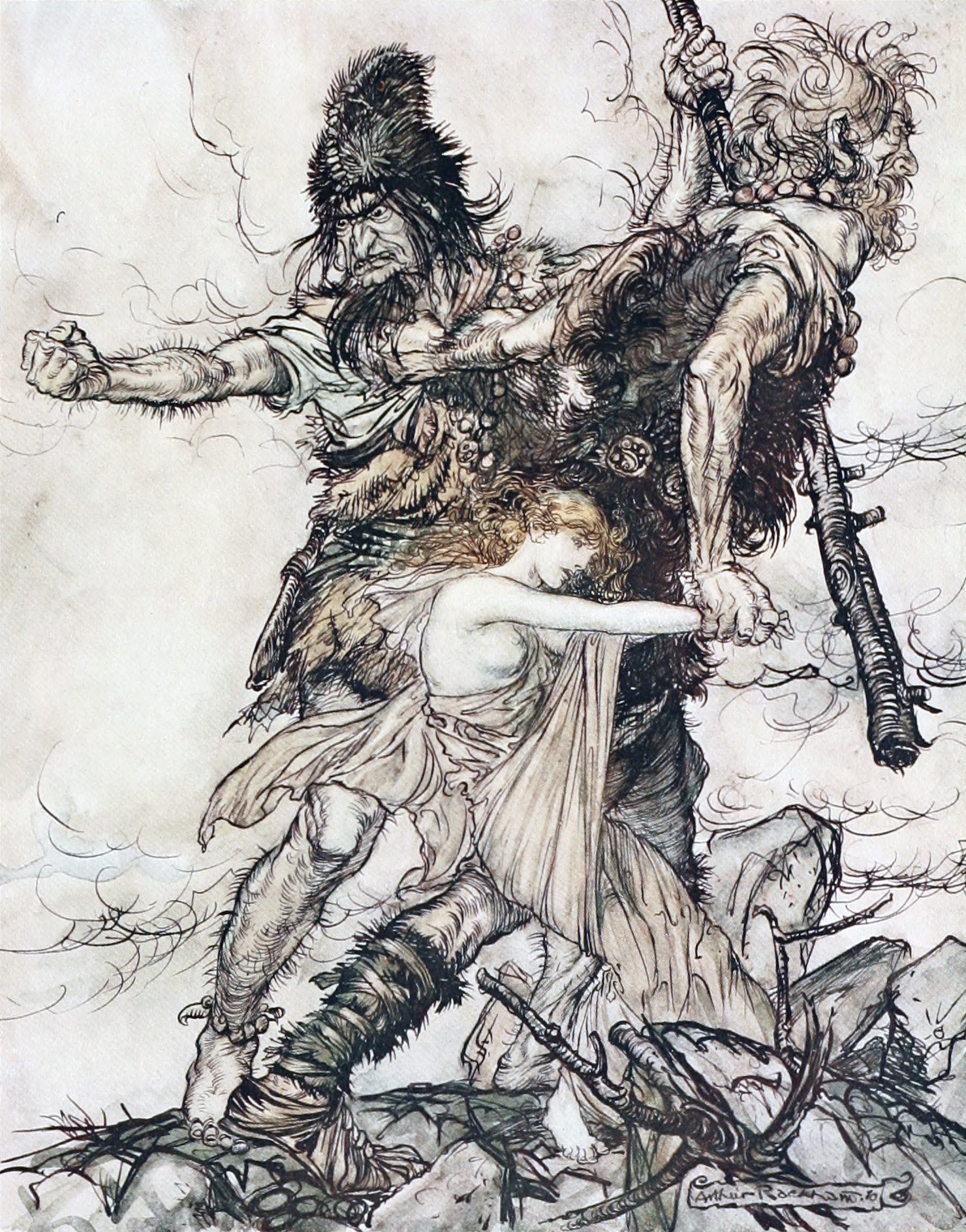
Il rapimento di Freia

Nella mitologia norrena, lo Jǫtunn (plurale Jǫtnar, anglicizzato in Jotunn e Jotun, in islandese Jötunn) è un membro di una razza mitica di creature di svariate forme e dimensioni, paragonate a giganti, spesso dotati di una forza sovrumana e di un basso livello d'intelligenza, descritti in opposizione agli dèi, sebbene frequentemente si associassero o addirittura si sposassero con essi.

## Etimologia
In norreno erano chiamati jǫtnar (jǫtunn al singolare), o risi (singolare e plurale), altre varianti erano bergrisi, o þursar ( þurs al singolare), hrímþursar. Una gigantessa poteva anche essere detta gýgr.
Jǫtunn probabilmente deriva dal proto-germanico *etunaz, nominativo di "mangiare", ed aveva il significato originale di "ingordo" o di "mangiatore di uomini". Risi è probabilmente apparentato con l'inglese "to rise" (ergersi) e significa "persona torreggiante". La parola Jǫtunn compare per la prima volta nell'inglese antico come Yotun e diede vita a varianti come Geottin, Eottan e Eontann, da cui otteniamo rispettivamente Yettin, Ettin ed Ent. Nonostante la somiglianza, Yettin non è imparentata con Yeti.

## Origini
Il primo essere vivente si formò nel caos primordiale conosciuto come Ginnungagap. Questi era un gigante di dimensioni monumentali chiamato Ymir, un nome che forse significa "mormorio" oppure "doppio". Durante il suo primo sonno un figlio ed una figlia giganti crebbero sotto le sue ascelle, i due si accoppiarono e diedero vita ad un mostro con sei teste. Questi tre esseri diedero vita alla razza degli hrímþursar ("giganti della brina" o "giganti del ghiaccio"), che popolarono Niflheimr, il mondo di nebbie, freddo e ghiaccio. Gli dei invece affermano di discendere da Búri. Quando il gigante Ymir venne ucciso da Odino, Víli e Vé (i nipoti di Buri), il suo sangue (cioè l'acqua) inondò Niflheimr ed uccise tutti i giganti, eccetto per uno conosciuto come Bergelmir e la sua sposa, che ripopolarono il loro genere.

## Tipologia
Si possono distinguere due tipi di giganti:
- Múspellsmegir o "giganti di fuoco", anche detti Figli di Muspell;
- Hrímþursar o "giganti di brina"

A seconda dei testi, vivevano nel Jǫtunheimr o rispettivamente nel Múspellsheimr e nel Niflheimr, due mondi separati dal mondo degli uomini, il Miðgarðr; quando dimoravano in quest'ultimo parevano preferire caverne e luoghi oscuri.
Nella mitologia norrena sono presenti ulteriori tipi di giganti, come i sjǫrisar (i "giganti del mare" come Ægir
e Rán) i leirjǫtnar (i "giganti della terra" come Jǫrð o anche Fjörgyn e Hrungnir) o i vindþursar (i "giganti del vento" come Kári e Hræsvelgr), difficilmente riconducibili ai due primi tipi.

## Personaggi dei giganti
I giganti rappresentano le forze del Caos primordiale e della natura selvaggia e distruttiva. La loro sconfitta per mano degli dei rappresenta il trionfo della cultura sulla natura, sebbene al costo di una continua vigilanza. Heimdallr monta perpetuamente di guardia sul ponte Bifrǫst che porta da Ásgarðr a Jǫtunheimr e Thor spesso rende visita al mondo dei giganti per ucciderne quanti più gliene è possibile.
In generale ai giganti viene spesso attribuito un aspetto orrendo — artigli, zanne, pelle nera e lineamenti deformi, senza contare proporzioni generalmente orrende. Alcuni di essi posseggono più teste o una forma globalmente non umanoide; per esempio Miðgarðsormr e Fenrir, due dei figli di Loki, erano considerati giganti. Insieme ad un brutto aspetto era associato un basso livello di intelligenza. Più di una volta nelle Edda il loro temperamento viene paragonato a quello di un bambino.
Comunque spesso a quelli nominati e descritti più dettagliatamente vengono attribuite caratteristiche opposte. Incredibilmente vecchi, portano la saggezza donata dal tempo. Odino si reca dai giganti Mímir e Vafþrúðnir per guadagnare la sua conoscenza cosmica. Molte spose degli dei erano giganti. Njörðr è sposato a Skaði, Gerðr diventa la consorte di Freyr, Odino ottiene l'amore di Gunnlod ed anche Thor, il grande uccisore di giganti, ama Járnsaxa, madre di Magni. In questo senso appaiono come dei minori essi stessi, il che può anche essere detto del gigante del mare Ægir, molto più connesso agli dei che non agli abitanti di Jötunheimr. Nessuno di essi teme la luce e nel conforto delle loro case non differiscono grandemente dagli dei.

## La runaÞ
La runa  (thorn) è chiamata thurs (gigante) nei poemi runici islandesi e norvegesi:
| norreno                                                                | Traduzione inglese                                                     | Traduzione italiana                                                              |
| ---------------------------------------------------------------------- | ---------------------------------------------------------------------- | -------------------------------------------------------------------------------- |
| Þurs vældr kvinna kvillu, kátr værðr fár af illu.                      | Giant causes anguish to women, misfortune makes few men cheerful.      | Il gigante causa dolore alle donne pochi uomini gioiscono della sfortuna         |
| Þurs er kvenna kvöl ok kletta búi ok varðrúnar verr. Saturnus þengill. | Thurs is torture of women and cliff-dweller and husband of a giantess. | Il gigante tortura le donne dimora sulla scogliera ed è marito di una gigantessa |

Nell'Inghilterra anglosassone la stessa runa fu chiamata thorn (spina) e sopravvive nella lettera Þ.

## Giganti nel folklore scandinavo
In tempi più recenti in Scandinavia i giganti vengono più comunemente detti troll. Non possono sopportare il suono delle campane delle chiese e pertanto devono vivere lontano dalla civiltà, sulle montagne e nelle foreste più remote. Quando a volte viaggiano fino alla società umana il loro obiettivo principale pare essere di zittire il clamore lanciando grossi massi contro le chiese.
All'inizio del XX secolo l'autrice svedese Selma Lagerlöf, all'interno del suo libro Il viaggio meraviglioso di Nils Holgersson, narra di come un gigante in tempi antichi sollevò due enormi zolle di terra formando i laghi Vänern e Vättern, e li gettò nel Mar Baltico dove divennero le isole Gotland e Öland.

## Lista di giganti e gigantesse della mitologia norrena
- Ægir
- Alvaldi
- Angrboða
- Aurboða
- Baugi
- Beli
- Bergelmir
- Bestla
- Bölþorn
- Býleistr
- Eggthér
- Fárbauti
- Fjörgyn e Fjörgynn
- Fornjótr
- Gangr
- Geirröd
- Gillingr
- Gjálp e Greip
- Gríðr
- Gunnlöð
- Gymir
- Harðgreipr
- Helblindi
- Helreginn
- Hljod
- Hræsvelgr
- Hrímgerðr
- Hrímgrímnir
- Hrímnir
- Hroðr
- Hrungnir
- Hrym
- Hymir
- Hyrrokkin
- Iði
- Im
- Járnsaxa
- Jǫrð
- Kári
- Laufey
- Leikn
- Litr
- Logi
- Mögþrasir
- Narfi
- Skaði
- Skrýmir
- Sökkmímir
- Surtr
- Suttungr
- Þjazi
- Þökk
- Þrívaldi
- Þrúðgelmir
- Þrymr
- Útgarða-Loki
- Vafþrúðnir
- Váli
- Víðblindi
- Vosud
- Vörnir
- Ymir